# Watt-tenger
A Watt-tenger (hollandul Waddenzee, frízül Waadsee, alnémetül Wattensee, németül Wattenmeer, dánul Vadehavet), az Északi-tenger melléktengere Hollandiában, Németországban és Dániában, melyet a Nyugati-Fríz-szigetek választanak el a nyílt tengertől. Területe része a Föld legnagyobb összefüggő árapálysíkságjának, amely Európa északnyugati partvidéke és a Fríz-szigetek között terül el. Tágabb értelemben véve a hollandiai Den Heldertől Németország északnyugati partjain át a dániai Esbjergig húzódó watt-típusú tengerpartokat is a Watt-tengerhez sorolják. Hossza mintegy 500 kilométer, területe körülbelül 10 000 km².

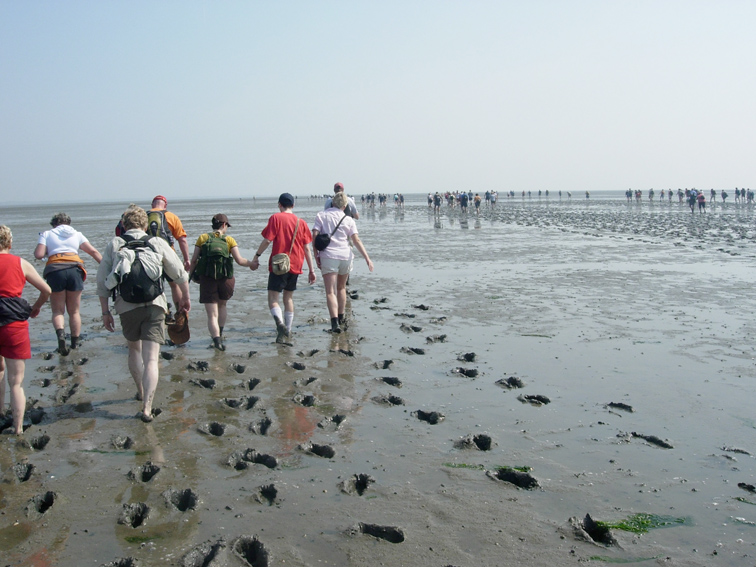
Turizmus a Watt-tengeren

Neve a holland wad szóból származik, ami iszapos lapályt jelent. A frízek körében népszerű a wadlopen (iszapséta) nevű hagyományos sport, illetve kikapcsolódási mód, ami azt jelenti, hogy apály idején a tenger iszapjában sétálnak. A tenger meglehetősen sekély, jellemző rá a számos nagy kiterjedésű iszapos zátony, amit mélyebb tengeri árkok és szigetek szakítanak meg. A tájat jelentős részben vihardagályok alakították ki.
A Watt-tenger híres gazdag állat-, madár- és növényvilágáról. Ma a tenger nagy része természetvédelmi terület, a három ország kormánya 1978 óta összehangoltan végzi a fauna védelmére és fenntartására irányuló munkáját. Az együttműködés irányítási, megfigyelési, kutatási és politikai területre is kiterjed. Ezenfelül 1982-ben egy nemzetközi megegyezés is született a védelem módjáról és mértékéről (Közös Nyilatkozat a Watt-tenger Védelméről), 1997-ben pedig elfogadták a Háromoldalú Watt-tenger Tervet. 2009-ben felkerült az UNESCO világörökségi listájára.